# Pseudoeurycea orchileucos
Pseudoeurycea orchileucos är en groddjursart som först beskrevs av Brodie, Mendelson och Campbell 2002.  Pseudoeurycea orchileucos ingår i släktet Pseudoeurycea och familjen lunglösa salamandrar. IUCN kategoriserar arten globalt som starkt hotad. Inga underarter finns listade i Catalogue of Life.